# 仲村研
仲村研（なかむら けん、1931年12月24日 - 1990年3月13日）は日本の歴史学者。専門は日本中世史。文学博士（佛教大学、1985年）。

## 人物
鳥取県境港市生まれ。1955年、同志社大学文学部文化学科文化史学専攻卒業。1963年、同志社大学大学院文学研究科文化史学専攻博士課程退学。
1963年、同志社大学人文科学研究所専任研究員（助手待遇）に就任。1964年に専任研究員（専任講師待遇）、1967年に専任研究員（助教授待遇）、1975年に専任研究員（教授待遇）を経て、1978年、同志社大学人文科学研究所教授。1990年、死去。58歳没。
同志社大学で赤松俊秀に古文書学を学び、大学院では三品彰英・秋山国三らに学ぶ。当初は近代思想史研究を志すが、1955年夏、石母田正『中世的世界の形成』を読んで日本中世史研究に転向した。

## 著書
- 『山国隊』（学生社、1968年）
  - 『山国隊』（中公文庫、中央公論社、1994年）
- 『京都「町」の研究』（秋山国三との共著、法政大学出版局〈叢書・歴史学研究〉、1975年）
- 『荘園支配構造の研究』（吉川弘文館、1978年）
- 『中世惣村史の研究 - 近江国得珍保今堀郷』（法政大学出版局〈叢書・歴史学研究〉、1984年）
- 『中世地域史の研究』（高科書店、1988年）